# Copacabana Beat
Copacabana Beat é um grupo musical brasileiro de funk melody e R&B Contemporâneo fundado no Rio de Janeiro. Ele começou como um trio vocal no início da década de 1990. Foi lançado pelo produtor Michael Sullivan em parceria com o DJ Marlboro. A banda obteve sucesso com a canção "Mel da Sua Boca", que na época foi executada em diversas rádios e que foi lançada originalmente na coletânea Funk Brasil Especial. Outros sucessos foram "Me Leva Contigo", "Balança Brasil" e "New Funk".
Mais tarde, o Copacabana Beat mudou o seu formato e passou a ser a "Banda Copacabana Beat" tendo assumido como integrantes os músicos Wendel Castilho (teclados), Clovis Santiago (baixo) e André Mendes (bateria). E desde então, vem produzindo discos independentes. Em 2012, a cantora Clara Carolina assume o posto de vocalista após nova passagem de Andrea Beat – vocalista da primeira formação e que havia deixado a banda outras duas vezes devido a trabalhos como backing vocal. Em 2016, a cantora Alexandra Aranha passa a dividir os vocais com Clara Carolina. No mesmo ano, o grupo faz uma participação no quadro "Ding-Dong" do programa Domingão do Faustão. Já em 2017, o Copacabana Beat lança o álbum "Saudade do Síndico", que mescla canções inéditas com grandes sucessos da banda com uma pegada soul music, inspirada em Tim Maia.

## Discografia

### Álbuns
- 1995: Copacabana Beat
- 1996: Balança Brasil
- 1998: Joia Rara
- 1999: Perdido de Amor
- 2001: Abalou
- 2004: Zouk Love
- 2005: 10 Anos ao Vivo
- 2006: Copacabana Beat faz a festa na Casa do Carangueijo
- 2007: Revive
- 2008: Swing Nacional
- 2010: Anjo de Batom
- 2011: Sambaxé
- 2015: Forever
- 2017: Saudade do Síndico

### Singles
Esta lista está incompleta, você pode ajudar expandindo
- 1994: "Mel da sua Boca"
- 1995: "Benvinda"
- 1995: "Me Leva Contigo"
- 1996: "Balança Brasil"
- 1996: "Onde o Sonho Mora"
- 1996: "Embala Ê"

## Integrantes

### Formação atual
- Carlinhos Conceição (voz e guitarra)
- Clara Carolina (voz)
- Renatinha (voz)
- Wendel Castilho (teclados)
- Hugo Lopes (baixo)
- André Mendes (bateria)

### Ex-integrantes
- Andrea Beat (voz)
- Lisa Romana (voz)
- Alexandra Aranha (voz)